# Diana Doudeva
Diana Doudeva (Pleven, Bulgaria, 7 de julio de 1968) es una gimnasta artística búlgara, especialista en la prueba de la suelo, con la que ha conseguido ser medallista de bronce olímpica en 1988.

## 1988
En los JJ. OO. celebrados en Seúl (Corea del Norte) consigue el bronce en suelo, quedando situada en el podio tras la rumana Daniela Silivaş (oro) y la soviética Svetlana Boginskaya (plata).